# قلعة بختك ليلان
قلعة بختك ليلان هي قلعة تاريخية تعود إلى عصر ما قبل الإسلام في إيران، وتقع في ليلان، مقاطعة ملكان.